# Sylloge Nummorum Graecorum
Sylloge Nummorum Graecorum (SNG) es un proyecto de publicación de antiguas monedas griegas, fundado en Gran Bretaña por la Academia Británica en 1931. Fue pensado originalmente para catalogar las colecciones de monedas griegas públicas y privadas del Reino Unido. Se ha extendido progresivamente a otros países, y se han publicado más de 120 volúmenes. En 1972, el proyecto fue aprobado por la Unión Académica Internacional. Los volúmenes se publican actualmente bajo el patrocinio del Consejo Internacional de Numismática. El proyecto británico también ha establecido una base de datos en línea, que incluye más de 25.000 monedas de las colecciones británicas. Aunque no es necesariamente exhaustiva, se considera un recurso útil para los investigadores de las acuñaciones griegas y griega imperial, para los numismáticos e historiadores por igual, tanto a nivel de estudiantes como especialistas.